# Trần Đình Trọng
Trần Đình Trọng (sinh ngày 25 tháng 4 năm 1997) là một cầu thủ bóng đá chuyên nghiệp người Việt Nam hiện đang thi đấu ở vị trí trung vệ cho câu lạc bộ V.League 1 Công an Hà Nội và đội tuyển bóng đá quốc gia Việt Nam.
Đình Trọng trưởng thành từ Trung tâm đào tạo bóng đá trẻ Hà Nội. Anh là thành viên của đội trẻ Hà Nội liên tiếp vô địch quốc gia cấp độ U-19 và U-21 trong giai đoạn 2014–2016. Sau quãng thời gian này, anh được cho câu lạc bộ Sài Gòn mượn. Mùa giải 2018, Đình Trọng trở lại khoác áo đội chủ sân Hàng Đẫy. Tại đây, Đình Trọng đã đóng góp to lớn vào các chức vô địch V.League (2018, 2019), cúp Quốc gia (2019, 2020) và siêu cúp quốc gia (2018, 2019, 2020).

## Sự nghiệp bóng đá

### Hà Nội

#### Đội trẻ
Năm 2013, Đình Trọng ghi dấu ấn đậm nét trong biên chế của U-17 Hà Nội T&T và cùng đội nhà giành huy chương đồng U-17 quốc gia 2013 sau thất bại trước U17 SHB Đà Nẵng. Năm 2014, anh lại được gọi tham gia đội U-19 Hà Nội T&T và cùng đội nhà giành chức vô địch U-19 quốc gia năm 2014.
Trong biên chế của U-21 Hà Nội T&T, Đình Trọng lại cùng đội bóng thủ đô đăng quang chức vô địch U-21 quốc gia năm 2016. Tại giải này anh dũng lọt vào danh sách đội hình tiêu biểu của giải.

#### Cho mượn tại Công an nhân dân
Năm 2014, Đình Trọng được huấn luyện viên Nguyễn Đức Thắng gọi về câu lạc bộ Công An Nhân dân thi đấu ở giải hạng nhì. Đình Trọng chỉ khoác áo câu lạc bộ Công an Nhân dân 1 mùa giải và giúp đội bóng này thăng hạng sau đó chuyển sang Sài Gòn.

#### Cho mượn tại Sài Gòn
Trần Đình Trọng được câu lạc bộ chủ quản của anh là Hà Nội T&T cho Sài Gòn mượn trong để thi đấu trong 3 mùa giải gồm mùa giải hạng nhất 2015 và hai mùa giải V.League 2016, 2017.
Năm 2015, khi câu lạc bộ bóng đá Sài Gòn còn mang tên câu lạc bộ Hà Nội và chơi ở giải hạng nhất quốc gia, Trần Đình Trọng mang số áo 21 thi đấu ở vị trí trung vệ. Anh ra sân 10 trên tổng số 14 trận đấu toàn giải và cùng câu lạc bộ đoạt chức vô địch giải hạng nhất giành suất thăng hạng dự V.League  mùa giải 2016.
Tại V.League, Trần Đình Trọng vẫn tiếp tục là sự lựa chọn hàng đầu ở vị trí trung vệ của câu lạc bộ Sài Gòn tại V.League 2016, 2017 và anh trở thành trung vệ nội trẻ nhất V.League.

#### Trở lại Hà Nội
Sau khi chứng kiến sự tiến bộ vượt bậc của Trần Đình Trọng sau 2 mùa giải V.League và tại giải vô địch bóng đá U-23 châu Á 2018, đội bóng chủ quản của anh là Hà Nội T&T quyết định đưa anh trở lại thi đấu cho đội bóng thủ đô. V.League 2018 trở thành mùa giải đầu tiên Đình Trọng được cống hiến cho đội 1 của câu lạc bộ đã đào tạo ra anh. Trong ngày trở lại sân Hàng Đẫy anh chia sẻ: "Tôi rất hạnh phúc khi trở lại thi đấu cho Hà Nội FC".

### Bình Định
Ngay trước thời hạn cuối cùng đăng ký danh sách mùa giải 2022, câu lạc bộ Hà Nội đã nói lời chia tay với Trần Đình Trọng. Và một ngày sau khi chia tay đội bóng Thủ đô, Đình Trọng đã đầu quân cho Bình Định.

### Công an Hà Nội
Ngày 27 tháng 7, câu lạc bộ Công an Hà Nội chính thức thông báo đã chiêu mộ được Đình Trọng theo dạng chuyển nhượng tự do.

## Sự nghiệp quốc tế

### Đội tuyển trẻ
Năm 2015, Trần Đình Trọng được HLV Hoàng Anh Tuấn gọi vào đội tuyển U-19 Việt Nam trước vòng loai U-19 châu Á. Nhưng sau đó anh không thể tham dự đội tuyển do phải trải qua ca phẫu thuật ruột thừa.
Năm 2017, Trần Đình Trọng lại được HLV Hoàng Anh Tuấn gọi vào đội tuyển U-20 Việt Nam để tham dự giải vô địch bóng đá U-20 thế giới 2017. Anh chỉ thi đấu 2 trận do phải nhận thẻ đỏ trong trận gặp U-20 Pháp và đội tuyển U20 Việt Nam bị loại khỏi giải đấu ngay sau vòng bảng.

### Đội tuyển quốc gia
Trần Đình Trọng được HLV Nguyễn Hữu Thắng triệu tập vào đội tuyển quốc gia Việt Nam trước trận đấu của Việt Nam với Jordan tại vòng loại Asian Cup 2019. Anh kết hợp cùng Quế Ngọc Hải và Đỗ Duy Mạnh tạo nên bức tường thép của đội tuyển Việt Nam lên ngôi tại AFF Cup 2018.

## Thống kê sự nghiệp

### Đội tuyển quốc gia
| Năm                         | Trận                        | Bàn                         |
| Đội tuyển quốc gia Việt Nam | Đội tuyển quốc gia Việt Nam | Đội tuyển quốc gia Việt Nam |
| --------------------------- | --------------------------- | --------------------------- |
| 2018                        | 9                           | 0                           |
| 2021                        | 2                           | 0                           |
| 2022                        | 4                           | 0                           |
| Tổng                        | 15                          | 0                           |

## Án phạt
Ngày 20 tháng 9 năm 2017, ông Nguyễn Hải Hường là Trưởng ban Kỷ luật của Liên đoàn bóng đá Việt Nam đã ký quyết định số 454, xử phạt 15.000.000 đồng và đình chỉ thi đấu 2 trận kế tiếp đối với trung vệ Trần Đình Trọng do có hành vi cố tình xâm phạm thân thể cầu thủ Mạc Hồng Quân (số 17 thuộc Câu lạc bộ bóng đá Than Quảng Ninh) tại vòng 18 V-League 2017 diễn ra trên sân vận động Thống Nhất vào ngày 17 tháng 9.

## Thành tích

### Câu lạc bộ
Sài Gòn
- Giải hạng nhất Quốc gia: 2015

Đội trẻ Hà Nội T&T
- Á quân Giải bóng đá U-17 quốc gia: 2014
- Giải bóng đá U-19 quốc gia: 2014, 2016
- Giải bóng đá U-21 quốc gia: 2015, 2016

Hà Nội
- V.League 1: 2018, 2019
- Cúp Quốc gia: 2019, 2020
- Siêu cúp Quốc gia: 2018, 2019, 2020

Công an Hà Nội
- Cúp Quốc gia: 2024–25
- Siêu cúp Quốc gia: 2025

### Quốc tế
U-19 Việt Nam
- Hạng ba Giải vô địch bóng đá U-19 Đông Nam Á: 2016
- Hạng ba Giải vô địch bóng đá U-19 châu Á: 2016

U-23 Việt Nam
- Á quân Giải vô địch bóng đá U-23 châu Á: 2018
- Hạng ba M-150 Cup 2017

Đội tuyển quốc gia Việt Nam
- AFF Cup: 2018

### Cá nhân
- Top 10 vận động viên tiêu biểu toàn quốc năm 2018 theo bầu chọn của báo Thể thao Việt Nam.[11]